# Nueva Ascención
Nueva Ascención ist eine Streusiedlung im Departamento Santa Cruz im Tiefland des südamerikanischen Andenstaates Bolivien.

## Lage im Nahraum
Nueva Ascención ist der zweitgrößte Ort des Cantón Yotaú im Municipio El Puente in der Provinz Guarayos im nordwestlichen Teil des Departamentos Santa Cruz. Die Ortschaft liegt auf einer Höhe von 219 m in einem flachwelligen Hügelland entlang des nach Norden fließenden Río San Pablo, der in seinem weiteren Verlauf den Namen Río Itonomas trägt und zum Río Iténez hin entwässert.

## Geographie
Nueva Ascención liegt in der Moxos-Ebene (spanisch: Llanos de Moxos), einer mehr als 100.000 km² großen Überschwemmungssavanne im nördlichen Tiefland von Bolivien. Das Klima der Region ist ein semi-humides Klima der warmen Tropen.
Die mittlere Durchschnittstemperatur der Region liegt bei etwa 25 °C (siehe Klimadiagramm San Ramón), die Monatswerte schwanken im Jahresverlauf nur geringfügig zwischen 21 und 22 °C in den Wintermonaten Juni und Juli mit kräftigen kalten Südwinden, und 26 bis 27 °C von Oktober bis März. Die jährliche Niederschlagsmenge liegt im langjährigen Mittel bei etwa 1000 mm, die vor allem in der Feuchtezeit von November bis März fällt, während die ariden Monate von Juli bis September Monatswerte zwischen 25 und 50 mm aufweisen.

## Verkehrsnetz
Nueva Ascención liegt in einer Entfernung von 297 Straßenkilometern nördlich von Santa Cruz, der Hauptstadt des Departamentos.
Von Santa Cruz aus führt die Nationalstraße Ruta 4 über 47 Kilometer in östlicher Richtung über Cotoca nach Pailón. Hier trifft sie auf die Ruta 9, die in nördlicher Richtung über San Julián, San Ramón und El Puente nach 228 Kilometern die Landstadt Yotaú erreicht. In Yotaú zweigt eine unbefestigte Landstraße in westlicher Richtung ab, überquert nach dreizehn Kilometer den Río San Pablo und führt dann noch weitere zwanzig Kilometer in nördlicher Richtung bis Nueva Ascención.

## Bevölkerung
Die Einwohnerzahl der Ortschaft ist in den vergangenen beiden Jahrzehnten deutlich angestiegen, bei den Volkszählungen von 1992 und 2001 war sie noch nicht als eigenständige Siedlung notiert:
| Jahr | Einwohner         | Quelle       |
| ---- | ----------------- | ------------ |
| 1992 | keine Detaildaten | Volkszählung |
| 2001 | keine Detaildaten | Volkszählung |
| 2012 | 351               | Volkszählung |
| 2024 |                   | Volkszählung |

Aufgrund der seit den 1960er Jahren durch die Politik geförderten Zuwanderung indigener Bevölkerung aus dem Altiplano weist die Region einen nicht unerheblichen Anteil an Quechua-Bevölkerung auf, im Municipio El Puente sprechen 22,4 Prozent der Bevölkerung Quechua.